# Biobío (província)
A Província de Biobío é uma província do Chile localizada na região de Biobío. Possui uma área de 14 987,9 km² e uma população de 353 315 habitantes (2002). Sua capital é a cidade de Los Ángeles. 

## Comunas
A província está dividida em 14 comunas:
- Alto Biobío
- Los Ángeles
- Cabrero
- Tucapel
- Antuco
- Quilleco
- Santa Bárbara
- Quilaco
- Mulchén
- Negrete
- Nacimiento
- Laja
- San Rosendo
- Yumbel